# Saku
Saku – miasto w Estonii, w prowincji Harjumaa, ośrodek administracyjny gminy Saku; 4740 mieszkańców (2008). Przemysł spożywczy, włókienniczy.
Znajduje się tu przystanek kolejowy Saku, położony na linii Tallinn – Parnawa/Viljandi.